# La Rectoria (Sant Sadurní d'Anoia)
La Rectoria és una obra noucentista de Sant Sadurní d'Anoia (Alt Penedès) protegida com a bé cultural d'interès local.

## Descripció
Edifici antic, a dues vessants, entre mitgeres, restaurat a l'any 1925. Consta de planta i dos pisos. El darrer, amb una formosa galeria que dona a la façana principal, amb rellotge de sol, dos balcons i esgrafiats. Format un conjunt harmònic i inalterable conjuntament amb el pòrtic de l'església parroquial.